# گورکا (نظامی)

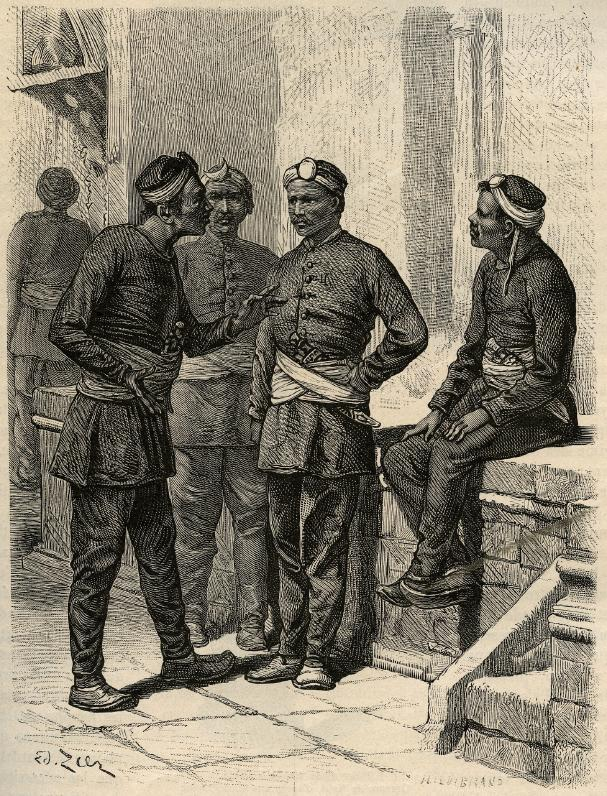
سربازان نپالی، اثر گوستاو لو بون، ۱۸۸۵.

گورکاها یا گورخاها ( ‎/ˈɡɜːrkə, ˈɡʊər-/‎)، با نام مصطلح گورخالی [ɡorkʰali])، سربازان بومی شبه قاره هند هستند که عمدتاً در نپال و برخی از بخش‌های شمال شرقی هند مستقر هستند.
واحدهای گورکا از نپالی‌ها و گورکاهای هندی تشکیل شده‌اند و برای ارتش نپالی (۹۶۰۰۰)، ارتش هند (۴۲۰۰۰)، ارتش بریتانیا (۴۰۱۰)، گورکا سنگاپور، واحد ذخیره گورکا، برونئی، نیروهای حافظ صلح سازمان ملل به‌عنوان نیروی عملیاتی و در مناطق جنگی در سراسر جهان استخدام می‌شوند.

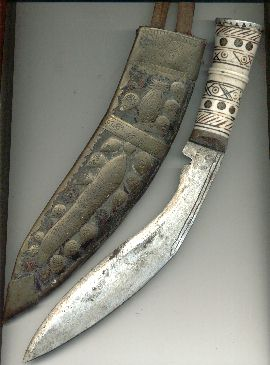
یک کوکوری، سلاح ویژهٔ گورکاها.

گورکاها به داشتن مهارت‌های نظامی شهره‌اند و ارتباط نزدیکی با نوعی خنجر به‌نام کوکوری دارند، چاقویی که به جلو خم شده‌است.
فیلد مارشال سام مانکشاو، رئیس سابق ستاد ارتش هند زمانی گفت: «اگر مردی بگوید که از مردن نمی‌ترسد، یا دروغ می‌گوید یا گورکا است.»

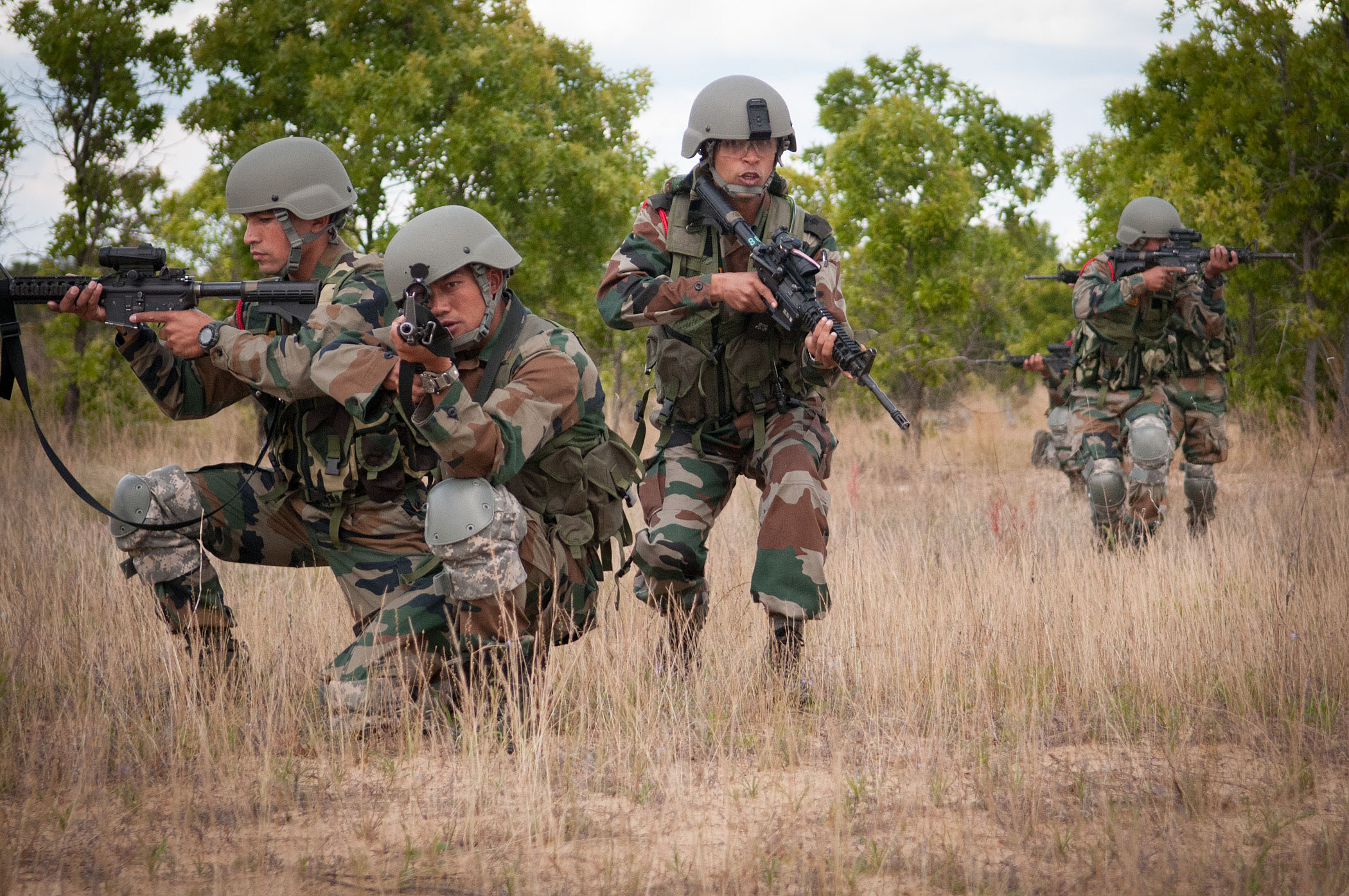
سربازان دسته پنجم تفنگداران گورکا در ارتش هند طی یک تمرین آموزشی موضع گرفته‌اند.

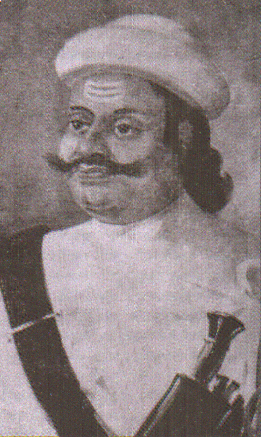
کاجی (معادل نخست‌وزیر پادشاهی گورکا) وامشیذر «کالو» پانده و رئیس ارتش گورکالی. یکی از برجسته‌ترین سرداران گورکالی.

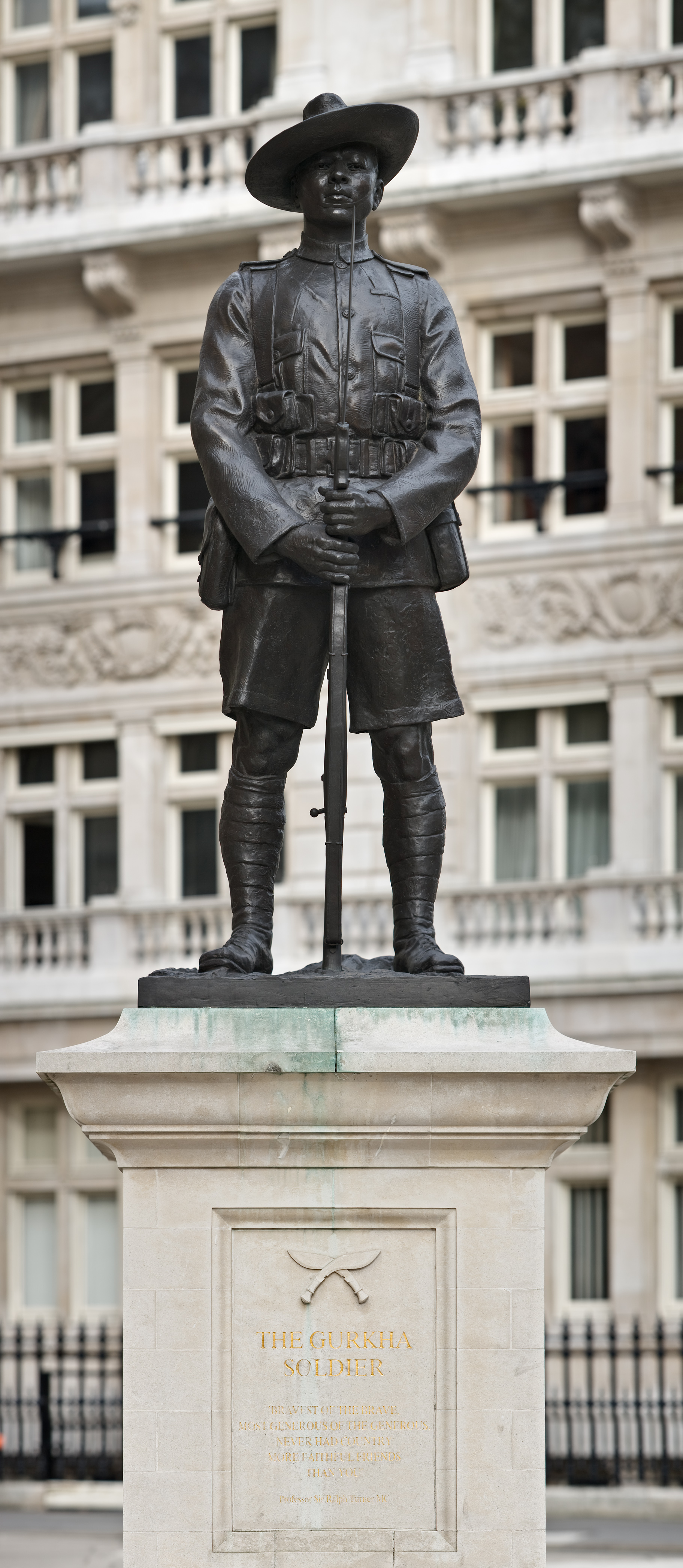
بنای یادبود سرباز گورکا در خیابان گارد اسب، خارج از وزارت دفاع، شهر وست مینستر، لندن.